# Lions Club
Lions Club er en ngo med mere end 50.000 klubber og med over 1,4 millioner medlemmer i 190 lande.
Lions ledes af Fabrício Oliveira fra Brasilien. Lions internationale formand (kaldet præsident), vælges for et år ad gangen blandt tidligere bestyrelsesmedlemmer, på det årlige convent. 
Lions Club startede i USA i 1917 som en sammenslutning af en række klubber, hvis medlemmer ville forene fritid, erfaring, viden og praktisk håndelag med ét eneste formål: At hjælpe vanskeligt stillede medmennesker. Således er det blevet en grundholdning, at Lions hverken beskæftiger sig med politik eller religion, og mottoet er "We Serve" – "vi hjælper". Denne idé blev realiseret af Melvin Jones. Allerede i 1920 blev navnet ændret til Lions Clubs International, da en Lions Club blev oprettet i Canada, og Lions Club dermed blev international.
Lions Clubs International har støttet FN's arbejde siden organisationens grundlæggelse i 1945 hvor de blev inviteret til at bidrage til udformningen af FN-pagten.

## Lions Club i Danmark
Lions Club kom til Danmark i løbet af 1950erne. I dag er der lidt over 5.850 medlemmer fordelt på ca. 300 Lions klubber i Danmark, Færøerne og Grønland. 
Landsledelsen sidder typisk, et år ad gangen og vælges blandt medlemmerne på årsmødet. 
En lions-klub er bygget op ganske, som enhver forening med et antal medlemmer – typisk 20-30, en valgt bestyrelse, udvalg o.l. Der er medlemsmøder én til to gange om måneden. Møderne opdeles nogenlunde ligeligt mellem planlægning af et kommende arrangement, der skal skaffe eller fordele penge til et bestemt formål, samt socialt og kammeratlig samvær.
Lions bygger på at arbejde humanitært i et fællesskab, hvor den enkelte bruger af sin fritid og sine evner på at hjælpe, hvor der er hjælp behov. Det gælder både i Danmark og i udlandet. Ingen kan umiddelbart melde sig ind i en Lions-klub, de kan søge om det. "Vi vil gerne sikre, at folk er aktive, når de kommer – og at de er indstillet på at bruge tid og kræfter på at hjælpe andre".
Lions klubberne i Danmark indtjener penge ved loppemarkeder etc. hvorefter de bliver brugt til humanitært-, socialt- og kulturelt arbejde som f.eks. lejre for unge mennesker fra hele verden. Samlet uddeler Lions klubberne i Danmark årligt kontanter og udstyr for omkring 30 mill. kroner[kilde mangler].
Danske Lionsklubbers Katastrofehjælp blev oprettet efter beslutning af Lions Årsmøde i 1974. Formålet er med pengemidler, der stilles til rådighed af lionsklubberne, at yde hjælp ved katastrofer eller andre større nødsituationer her i landet eller i udlandet. I alt er der over de 46 år katastrofehjælpen har eksisteret, bevilget ca. 35 millioner kroner til forskellige projekter. Læs mere her.
Danske Lionsklubbers Grønlandsfond (nu Grønlandsudvalget) har siden 1965 støttet den grønlandske befolkning socialt og kulturelt. Dette kan kun gøres med hjælp fra Lions klubber, andre institutioner eller personer, der hjælper fonden med penge til dette gode formål. 
Fondsbestyrelsen modtager ansøgninger og donerer sædvanligvis over kr. 100.000 årligt til projekter og aktiviteter, der er til fordel for den grønlandske befolkning.
Lions Pris er en pris som uddeles som støtte til enkeltperson(er), institution(er) og lignende for derved at bidrage til fremme af forsknings- og/eller udviklingsarbejder af medicinsk, kulturel og social art på nationalt plan til fremme af levevilkårene for danske borgere. Igennem de 30 år prisen har eksisteret, er der uddelt ca. 13 mill. kroner. Prisen blev tidligere uddelt af HKH som var protektor for organisationen frem til sin død. Lions Danmark har PT ikke en kongelig protektor. Donationen i 2024 på 400.000 kr. går til forskningsprojekt ” Når far eller mor er psykisk syge”. Psykolog Matilde Vittrup, skal undersøge og evt. afdække hvad der er behov for hos børn og unge, når forældrene lider af en psykisk sygdom. Projektet udføres i samarbejde med en forskerenhed for Børne og Ungdomspsykiatri, Center for pårørende og  Aalborg Universitetshospital, Region Nordjylland

## LEO – Lions ungdomsklubber
LEO klubberne er en gren af Lions Club, forbeholdt unge mellem 16 og 30 år. Klubberne er oprettet i samarbejde med lokale Lions klubber, og kører efter samme principper som Lions klubberne, men er til dels anset som værende selvstændige klubber. I LEO har medlemmerne mulighed for at prøve kræfter med klub- og projektledelse. LEO klubberne og Lions har også et tæt samarbejde ved både lokale, og nationale begivenheder, f.eks. til de årlige Lions YCE lejre. Pr. 1. oktober 2018, er der 11 LEO-klubber, med omkring 100 medlemmer, i Danmark, herunder i København, Århus, Aalborg, Odense, Esbjerg, Viborg og Sønderborg.
LEO står på engelsk for Leadership (Ledelse), Experience (Erfaring), og Opportunity (Mulighed). Det er på verdensplan verdens største ungdomshjælpeorganisation, med mere end 160.000 medlemmer fra 140 lande.